# Отоё
Отоё (яп. 大豊町 О:тоё-тё:) — посёлок в Японии, находящийся в уезде Нагаока префектуры Коти. Площадь посёлка составляет 314,94 км², население — 4114 человек (1 августа 2014), плотность населения — 13,06 чел./км².

## Географическое положение
Посёлок расположен на острове Сикоку в префектуре Коти региона Сикоку. С ним граничат города Ками, Сикокутюо, Миёси и посёлок Мотояма.

## Население
Население посёлка составляет 4114 человек (1 августа 2014), а плотность — 13,06 чел./км². Изменение численности населения с 1980 по 2005 годы:
| 1980 | 9411 чел. |  |
| 1985 | 8830 чел. |  |
| 1990 | 7760 чел. |  |
| 1995 | 6979 чел. |  |
| 2000 | 6378 чел. |  |
| 2005 | 5492 чел. |  |

## Местные продукты
В Отоё производится гоиситя — редкий постферментированный чай, считающийся подвидом бантя.

## Символика
Деревом посёлка считается криптомерия, цветком — адонис амурский, птицей — Parus varius.